# حسن مرصو
حسن مرصو (10 يوليو 1965 - ) شاعر مغربي ولد في تطوان. هو عضو اتحاد كتاب المغرب واتحاد الكتاب العرب.

## سيرته
بعد حصوله على شهادة البكالوريا علوم رياضية في تطوان تابع دراسته الجامعية بجامعة سيدي محمد بن عبد الله كلية الحقوق بالعاصمة العلمية فاس كما تابع دراسته العليا بالمدرسة الوطنية للإدارة بالرباط حيث تقلد عدة مناصب ومسؤوليات إدارية بالإدارة الترابية المغربية.
وبالموازاة مع ذلك عمل حسن مرصو منتجا ومقدما للعديد من البرامج الإذاعية المتنوعة بكل من إذاعة طنجة والإذاعة الوطنية بالرباط والإذاعة الدولية بالرباط.
وفي مساره الدراسي أيضاً تلقى حسن مرصو تدريبا عسكريا حيث تابع دراسته كطالب طيار بإحدى القواعد الجوية بالمغرب حيث يعتبر الآن مجندا احتياطيا في خدمة بلاده.
فاز حسن مرصو بالعديد من الجوائز الوطنية في الشعر كالجائزة الأولى لاتحاد كتاب المغرب سنة 1991 حيث مثل المغرب في لبنان مباشرة بعد اتفاق الطائف وانتهاء الحرب الأهلية اللبنانية. بالإضافة إلى جوائز أخرى ومشاركاته في العديد من المهرجانات والندوات الوطنية والعربية والدولية.غنت له لمياء الزايدي ومحمد عدلي ويسرا سعوف وفريد غنام وإبراهيم عبد القادر و Remedios Cortes أغنية بلادي بلاد الخير كأول أغنية لسنة 2014.

## إصداراته
- قصائد للمعشوقة والوطن، منشورات اتحاد كتاب المغرب 1991
- همسات آخر الليل 1996
- العروض السماعي 1999
- الشيطان نفسه - رواية - منشورات بيت الحكمة 2023.
- الروبوتات تدخل الجنة - رواية - منشورات بيت الحكمة 2022.

بالإضافة إلى العديد من الإصدارات الموجهة للطفل وكذا الكتب المدرسية.